# Лур

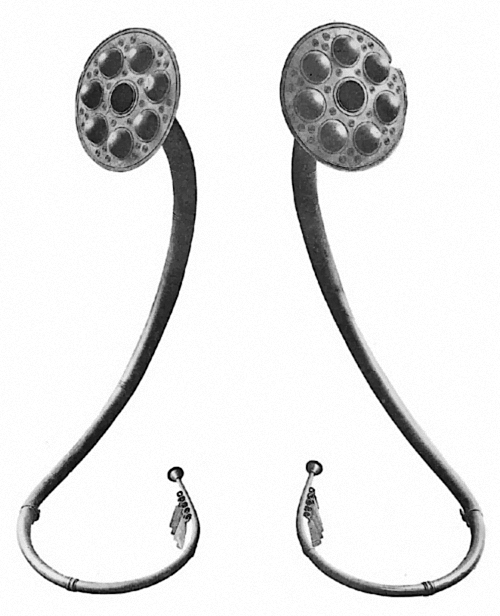
Бронзові лури, знайдені в Зеландії 1797 року.

Лур (швед., норв., дат. lur; старонорв. luur) — історичний духовий музичний інструмент, мундштуковий аерофон, попередник труби та тромбона. Був поширений у Скандинавії (на території нинішніх Данії, Швеції, Норвегії, у північних областях Німеччини) наприкінці бронзової доби (між XII і VI століттями до н. е.).

## Опис
Лур має вигляд вузької бронзової спірально вигнутої труби, що поступово розширюється. Закінчується пласким розтрубом, який прикрашався геометричним орнаментом. Конічний ствол зігнутий у формі латинської букви S. Лури, що виготовляються з дерева, зазвичай мають вигляд прямої трубки. Довжина лура від півтора до двох метрів. Мундштук нагадує тромбоновий. На Лурі можна грати тільки звуки натурального звукоряду.Звук нагадує валторну або тромбон. Судячи зі збережених наскельних малюнків і місць знахідок (поблизу жертовних вівтарів), лур використовували як культовий і церемоніальний інструмент.

## Історія
Лур з'явився в Центральній Європі на території сучасної Німеччини та Данії в епоху бронзи, про що свідчать численні археологічні знахідки (переважно, в болотах) та наскельні малюнки.
Дерев'яні лури були поширені в Скандинавії до часів Середньовіччя.
З існуючих інструментів (всього близько 50, включаючи фрагменти) особливо добре збереглися 6 зразків, які були знайдені наприкінці XVIII століття в болоті поблизу данського села Брудевальте. П'ять з них зберігаються в Національному музеї Данії в Копенгагені. Шостий був подарований в 1845 році Миколі I; нині представлений у державній колекції Ермітажу в Санкт-Петербурзі

## Використання
Березові лури використовувались в Північній Європі в Середні віки фермерами та доярками для виклику худоби. Інструменти, що виготовлялись з верби чи бронзи, використовувались для сигнальних цілей під час бою. Судячи зі збережених наскельних малюнків і місць знахідок (поблизу жертовних вівтарів), лур використовувався також як культовий і церемоніальний інструмент.